# Harpactognathus
Harpactognathus (лат.) — род птерозавров из семейства Rhamphorhynchidae, ископаемые остатки которых найдены в верхнеюрских отложениях (киммериджский ярус) формации Моррисон в границах округа Олбани (Вайоминг, США). В род включают единственный вид Harpactognathus gentryii.
Вид основан на голотипе NAMAL 101, фрагменте черепа, состоящем из челюстей, найденных в 1996 году в карьере Боун Кэбин Кворри. Название рода означает «хватающая челюсть» с греческом языке. Видовое название дано в честь Джо Гентри, добровольца Западных палеонтологических лабораторий в городе Лихай, штат Юта.
Авторы описания нашли Harpactognathus очень похожим на скафогната, хотя и значительно более крупным по размеру. Предполагаемая длина черепа птерозавра была 280—300 мм, расчётный размах крыльев составлял не менее 2,5 м. Из-за этого сходства Harpactognathus изначально был отнесён к подсемейству Scaphognathinae семейства Rhamphorhynchidae. В более позднем исследовании, проведённом группой учёных под руководством Брайана Андреса, таксон был помещён в подсемейство Rhamphorhynchinae. Вид также известен наличием низкого костяного гребня, идущего до кончика клюва, что не характерно для птерозавров, а также тем, что это был самый древний из известных летающих ящеров из формации Моррисон.
Авторы описания предположили, что Scaphognathinae были специализированными воздушными хищниками, обитавшими возле пресноводных водоёмов. Тем не менее, в поздних публикациях указывалось, что представители этой группы не обладали особенностями, присущими рыбоедам, и потому, вероятно, охотились на наземную жертву, вроде мелких позвоночных.